# Stazione di Cornino
La stazione di Cornino è una fermata ferroviaria posta sulla linea Gemona-Sacile. Serve il centro abitato di Cornino, frazione del comune di Forgaria nel Friuli.

## Storia
La fermata venne attivata il 1º novembre 1914, all'apertura della tratta da Pinzano a Gemona della linea Casarsa-Gemona.
Trenitalia la classifica nella categoria bronze.Prima che il disastroso terremoto del Friuli del 1976 la distruggesse, era presente una stazione vera e propria con fabbricato viaggiatori.

## Movimento
Il servizio passeggeri regionale era svolto da Trenitalia lungo la relazione Sacile – Pinzano – Gemona. Dal luglio 2012 il servizio ferroviario è sostituito da autocorse.

## Interscambi
A 300 metri è presente una fermata (Sompcornino loc. Glicini) che mette in collegamento la stazione con il centro di Forgaria.